# Elton Junk
Gli Elton Junk sono un gruppo rock italiano originario di Siena ma di stanza a Bologna.
La formazione attiva dal 2000, si è guadagnata nel tempo una buona reputazione nel panorama indipendente italiano. Autori di colonne sonore per cinema, teatro ed installazioni.

## Storia del gruppo
La formazione originaria era composta da Andrea Tabacco, Marco Bianciardi, Simone Ghelli e Matteo Cucini già con precedenti esperienze in gruppi locali. Pubblicano il primo album nel 2001, Moods (coprodotto con la Sottosopra Produzioni).
Collaborato in alcune rappresentazioni teatrali: nella riduzione di Weldon Rising di Phillys Nagy intitolata di Fake Skin con il regista Giuliano Renzi e ne La morte del cherubino con Attilio Lolini. In questo periodo suonano spesso dal vivo, un loro concerto assieme ad altri 2 gruppi viene trasmesso da Radio 24.
L'esperienza maturata nel periodo porta alla realizzazione del secondo disco: Piss On a Dead Tree and Watch It Grow del 2003. Il gruppo si trasferisce a Bologna in uno spazio libero autogestito.
Nel 2004 il gruppo subisce un importante cambio di formazione che passa da 4 a 3 elementi: Simone Ghelli e Matteo Cucini lasciano ed Alessandro Pace subentra. Sempre le 2004 aprono il concerto degli Ulan Bator a Bologna. L'Anomolo Records pubblica il loro secondo album in dowuload gratuito con licenza copyleft. Nel 2005 vincono le selezioni regionali di Arezzo Wave Toscana.
Vengono scritturati dalla Forears Records con cui hanno pubblicato nel 2007 il loro terzo album Because of Terrible Tiger dove, nei brani cantati tutti in inglese tranne uno, si sentono forti le influenze della new wave e del post punk inglese degli anni 80.
L'album successivo Loophole del 2010 sperimenta nuove sonorità: psichedelia, folk, post rock sono le principali.

## Formazione
- Andrea Tabacco - voce, chitarra
- Alessandro Pace - basso
- David Persson - batteria

## Discografia
- 2001 - Moods (Sottosopra Produzioni)
- 2003 - Piss On a Dead Tree and Watch It Grow (CDr, Mp3, Anomolo Records)
- 2007 - Because of Terrible Tiger (CD, Forears Records)
- 2010 - Loophole (CD, Forears Records)